# المونكيز
المونكيز  أو ذا مونكيز (بالإنجليزية: The Monkees)‏ فرقة روك وبوب أمريكية تشكلت في لوس انجلوس عام 1965 من قبل بوب رافيلسون وبيرت شنايدر من المسلسل التلفزيوني الأمريكي مسلسل المونكيز وبلغ إجمالي مبيعات الفرقة على مر السنين، نحو 75 مليون نسخة. تألفت الفرقة الرباعية الموسيقية من الأمريكيين ميكي دولنز، مايكل نسميث، وبيتر تورك. والممثل والمغني البريطاني دايفي جونز.
  سمح للممثلين الموسيقيين الأربعة فقط بأدوار محدودة في استوديو التسجيل في الأشهر القليلة الأولى من مسيرتهم المهنية لمدة خمس سنوات باسم المونكيز أو «القرود» مع إضافة حرف الـE بدلًا من حرف الـY كخطأ إملائي ليصبح بعد ذلك The  Monkees. كان هذا يرجع إلى مقدار الوقت اللازم لتصوير المسلسل التلفزيوني. ومع ذلك، فإن نسميث قام بتأليف وإنتاج بعض الأغاني منذ البداية، وساهم بيتر تورك في أعمال محدودة في الجلسات التي أنتجها نسميث. في نهاية المطاف كافحوا من أجل الإشراف الجماعي على الإخراج الموسيقي تحت اسم الفرقة. تم إلغاء البرنامج التلفزيوني في عام 1968، لكن الفرقة استمرت في تسجيل الموسيقى حتى عام 1971.  
 تم إحياء المسلسل التلفزيوني في عام 1986، مما أدى إلى سلسلة من جولات لم الشمل والتسجيلات الجديدة. اجتمعت الفرقة ونالت نسبة كبيرة من النجاح. 
 بعد وفاة دايفي المفاجئ في 29 فبراير 2012، لم يتمكن الأعضاء الباقون من الالتحاق بجولة 2012 ومرة أخرى في عام 2013 قاموا بجولة لـ24 يوم. واصل المونكيز في القيام بجولات حتى عام 2016، حيث شكّل دولنز وتورك جوهر الفرقة وواصل نسميث في الانضمام إليهم بين حين وآخر. 
 وصف دولنز المونكيز في البداية بأنهم «برنامج تلفزيوني حول فرقة خيالية... والتي أرادت أن تكون مثل فرقة البيتلز ولكن لم تنجح في ذلك أبدًا». رغم أن الممثلين-الموسيقيين أصبحوا أحد أكثر الفرق نجاحًا في الستينيات. لقد باع المونكيز أكثر من 75 مليون تسجيل في جميع أنحاء العالم  ولاقى نجاحًا عالميًا، بما في ذلك أغنية آخر قطار إلى كلاركسفيل "Last Train to Clarksville" و بليزانت فالي سنداي "Pleasant Valley Sunday" و مؤمن بأحلام اليقظة  "Daydream Believer" وأنا مؤمن "I'm a Believer". ذكرت الصحف والمجلات أن المونكيز تفوقوا على البيتلز والرولينج ستونز مجتمعين في عام 1967،  لكن نسميث صرح في كتابة يوم الثلاثاء الانهائي بأنها كانت كذبة قالها لمراسل أسترالي.

## البداية
طور المخرج الطموح بوب رافيلسون الفكرة الأولية لمسلسل مشابه بالمونكيز في عام 1962، لكنه لم ينجح في بيع المسلسل. وقد حاول بيعها إلى ريفو، القسم التلفزيوني لـيونيفرسال بكشيرز. [15] وفي مايو 1964، أثناء عمله في سكرين جيمز، تعاون رافيلسون مع بيرت شنايدر، الذي ترأس والده أبراهام شنايدر وحدات كولبيكس ريكورد وسيريز جيمز التلفزيونية فيكولومبيا بيكتشرز. شكّل رافيلسون وشنايدر في النهاية شركة رايبرت. 
ألهم فيلم فريق البيتلز آ هارد دايز نايت، رافيلسون وشنايدر لإحياء فكرة رافيلسون عن فيلم المونكيز. قاموا ببيع البرنامج إلى تلفزيون سكرين قيمز في 16 أبريل 1965. كانت الفكرة الرئيسية لرافلسون وشنايدر هي عن فرقة روك تعيش في نيويورك، ومع ذلك، كان جون سيباستيان قد وقع بالفعل على عقد الاتفاق، وهو ما كان سيحرم شركة جيم سكرين من حق تسويق الموسيقى من العرض.
في 14 يوليو 1965، ذكرت صحيفة هوليوود ريبورتر أنه من المتوقع أن يعود عضو الفرقة المستقبلي دايفي جونز إلى الولايات المتحدة في سبتمبر 1965 بعد رحلتة إلى إنجلترا «للاستعداد للأداء على التلفزيون لمسلسل يعده بيرت شنايدر وبوب رافيلسون». وقد تألق جونز سابقا باسم «المراوغ البارع» في عرضمسرح برودواي أوليفر! التي عرضت لأول مرة في 17 ديسمبر 1962، وتمت إعادة عرضه لاحقًا عام 1964 على برنامج اد سوليفان بنفس ليلة ظهور فرقة البيتلز الأولى.[بحاجة لمصدر]
في يوم 8 و10 سبتمبر 1965، نشرت دايلي فارايتي وهوليوود ريبورتر إعلانًا تطلب فيه أعضاء فرقة وممثلين للبرنامج التلفزيون.
كتب في الإعلان «جنون تجارب الاداء. مطلوب فرقة روك آند رول وموسيقيين-ممثلين للأدوار للتمثيل في المسلسل التلفزيوني الجديد. التمثيل لأدوار أربعة أولاد مجانين، بين سن 17 إلى 21. نريد نوع مثل روح بن فرانك الحماسية. لديك الشجاعة للعمل. يجب أن تأتي لمقابلتنا».
من بين 437 من المتقدمين، الثلاثة الوحيدون الذين تم اختيارهم للمشاركة في البرنامج التلفزيوني هم مايكل نسميث، بيتر تورك وميكي دولنز. كان نسميث يعمل كموسيقي منذ أوائل عام 1963 وكان يسجل ويصدر الموسيقى تحت أسماء مختلفة، وقد درس الدراما في الكلية. هو الوحيد الذي شاهد الإعلان في دايلي فارايتي وهوليوود ريبورتر. بينما كان تورك آخر من تم اختياره، حيث كان يعمل في مسرح قرية غرينتش كموسيقي. علم عن إعلان المونكيز من صديقةستيفن ستيلز ‏ الذي تم رفضه ككاتب أغاني. اما دولنز فقد كان ممثلًا (كان والده الممثل المخضرم جورج دولنز ‏) والذي لعب دور البطولة في فيلم فتى السيرك عندما كان طفلًا، كما أنه كان عازف غيتار ومغني في فرقة تسمى الروابط المفقودة قبل انضمامه إلى المونكيز. عرف عن إعلان المونكيز من خلال وكيله.  

## أول البوم

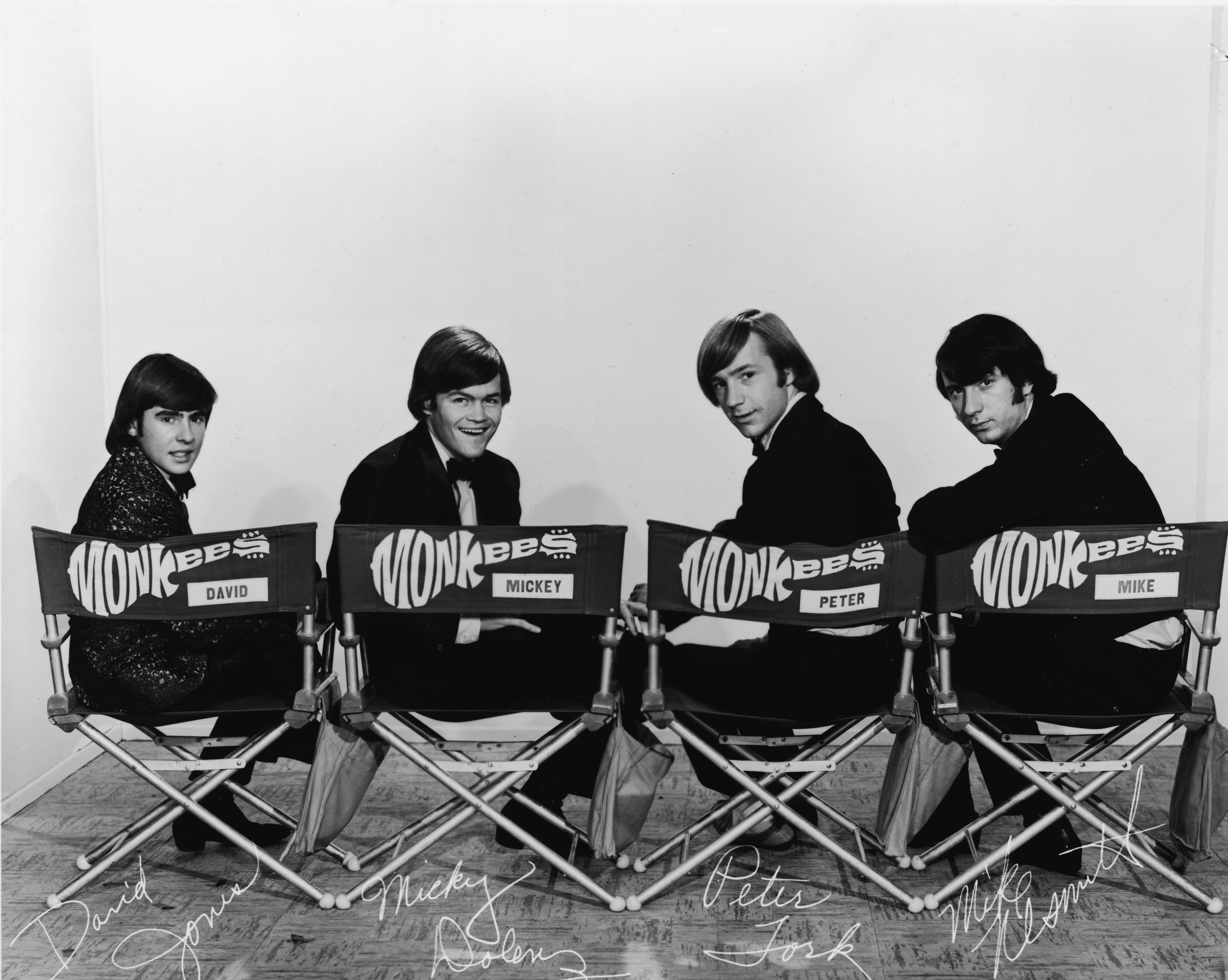
كراسي المونكيز.

قامت سكرين جيمز الاتصال بدون كريشنر ‏ لتأمين موسيقى تجربة الأداء. ساهم الثنائي في أربعة تسجيلات تجريبية للأداء. أحد هذه التسجيلات كان (شارة من) المونكيز "(Theme From) The Monkees" وهي الأغنية التي ساعدت المسلسل ليرى النور.
 دعى كيرشنرسنوف غاريت ‏، الملحن لإنتاج القطع الموسيقية الأولية للعرض. قرر غاريت، عند لقائه مونكيز الأربعة في يونيو 1966، أن جونز سسكون المغني الرئيسي، وهو الخيار الذي لا يحظى بشعبية لدى المجموعة. أدى هذا الاستقبال البارد من كيرشنر لإسقاط غاريت وشراء عقده. سمح كيرشنر بعد ذلك لنسميث بإنتاج الجلسات، بشرط ألا يؤدي على أي من المسارات التي قام بإنتاجها. ومع ذلك، بدأ نسميث في استخدام المونكيز الآخر في جلساته، وخاصة تورك كعازف للإيتار. عاد كيرشنر إلى بويس وهارت المتحمسين ليصبحا المنتجين المنتظمين، لكنه جلب أحد أبرز شركائه في الساحل الشرقي، جاك كيلر، لتقديم بعض الخبرة الإنتاجية للجلسات. لاحظ بويس وهارت بسرعة أنه عندما يتم ضمهما إلى الاستوديو، فإن الممثلين الأربعة يحاولون إضحاك بعضهم البعض. وبسبب هذا، فإنهم قاموا بجلب كل مغني على حدة.
وفقا لنسميث، كان صوت دولنز هو الذي جعل صوت المونكيز مميزًا، وحتى أثناء الأوقات المليئة بالتوتر، قام نسميث وتورك في بعض الأحيان بتحويل مهامهم الصوتية إلى دولنز في مؤلفاتهم الخاصة، مثل لأجل بيت ‏ "For Pete's Sake"، والتي أصبحت الشارة الختامية للموسم الثاني من العرض التلفزيوني.
تم إطلاق أول أغنية فردية لـ «للمونكيز»، آخر قطار إلى كلاركسفيل  "Last Train to Clarksville" وخذ خطوة عملاقة "Take a Giant Step"، في أغسطس 1966، أي قبل أسابيع قليلة من بدء البث التلفزيوني. بالتزامن مع البث الأول من العرض التلفزيوني في 12 سبتمبر 1966، على شبكة التلفزيون إن بي سي. أول ألبوم طويل، للمونكيز، صدر بعد شهر، وقضى 13 أسبوعا في المركز الأول وبقيت على قائمة بيلبورد لمدة 78 أسبوعا. وبعد مرور عشرين عامًا، وخلال فترة لم الشمل، قضى 24 أسبوعًا آخر على لوحات بيلبورد.

## من التلفاز إلى العروض المباشرة

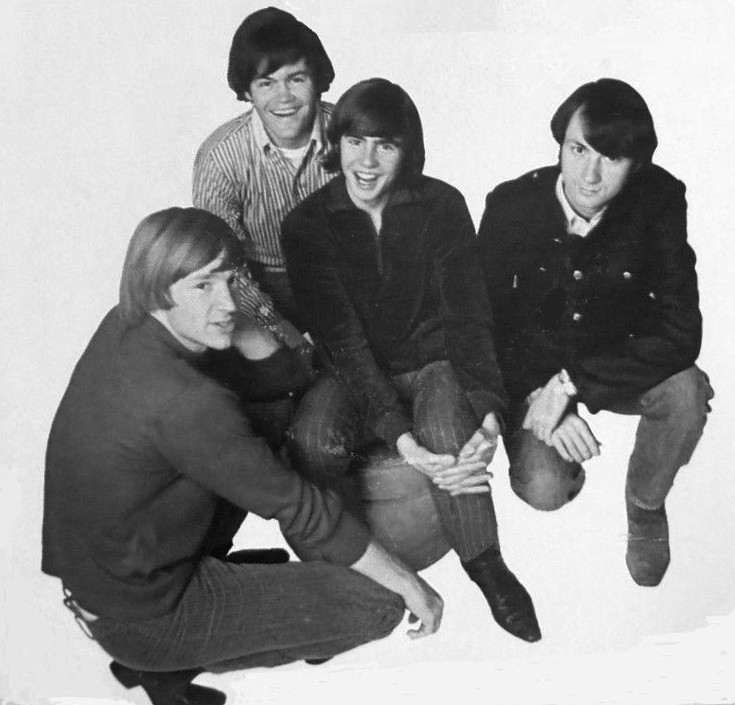
المونكيز 1967.

عند تعيينهم للآلات الموسيقية للبرنامج التلفزيوني، نشأت معضلة بشأن أي من الأربعة سيكون لاعب الدرامز. كان كل من نسميث (عازف الإيتار الماهر) وتورك (الذي كان قادرًا على عزف العديد من الآلات الوترية ولوحة المفاتيح) يستطيعان العزف على الطبول، ولكن كلاهما رفض محاولة العزف على الطبول. عرف جونز كيفية العزف على الطبول وتم اختباره بشكل جيد بما فيه الكفاية في البداية على الآلة، لكن المنتجين شعروا، خلف مجموعة الطبول، أن الكاميرا لن تستطيع تصويره بسبب قصر قامته وستجعله مخفيًا عن الأنظار. وهكذا، تم تعيين دولنز (الذي يستطيع أن يعزف الإيتار فقط) ليصبح عازف الدرامز. قام تورك بتعليم دولنز دقات قليلة على الطبول كبداية، وهو ما يكفي له كي يشق طريقه من خلال تصوير الأداء، لكنه سرعان ما تعلم كيفية اللعب بشكل صحيح. وهكذا، فإن تشكيلة البرنامج التلفزيوني في معظم الأحيان أظهرت نسميث على الإيتار، تورك على البيس، دولنز على الطبول وجونز في المقدمة ومغني وناقض. ومع ذلك، في مواجهة تشكيلة الفريق التي من شأنها أن تكون منطقية على أساس القوة الموسيقية للأعضاء. على سبيل المثال، كان تورك في الواقع عازف غيتار أكثر خبرة من نسميث، في حين كان نسميث أكثر خبر في البيس من تورك. في وقت واحد يتم تدريبه بشكل خاص على البيس. على الرغم من أن جونز كان له صوت قوي وغنى على العديد من تسجيلات المونكيز، إلا أن صوت دولنز يعتبر بشكل خاص كما قال نسميث، كواحد من أكثر العلامات المميزة في تاريخ موسيقى البوب وعلامة مميزة لصوت المونكيز. تم تصوير هذه المجموعة النظرية في الواقع مرة واحدة، في الفيديو الموسيقي لأغنية الفرقة "Words"، والتي تظهر جونز على الطبول، ولعب تورك الليد غيتار، ونسميث على البيس ودولنز في المقدمة. في مظاهر الحفلات الموسيقية أخذ تورك الكثير من مهام الإيتار، حتى في الظهور مع نسميث، وغالبًا ما لعب دولنز غيتار البيس على خشبة المسرح.
 بعد العمل على المجموعة طوال اليوم، تم استدعاء المونكيز (دولنز أو جونز) إلى استوديو التسجيل لقطع المسارات الصوتية. بما أن الفرقة كانت ضرورية لهذا الجانب من عملية التسجيل، كان هناك عدد قليل من القيود على المدة التي يمكن أن يقضوها في استوديو التسجيل، وكانت النتيجة عبارة عن كتالوج موسع من التسجيلات غير المنشورة. 

### أول جولة

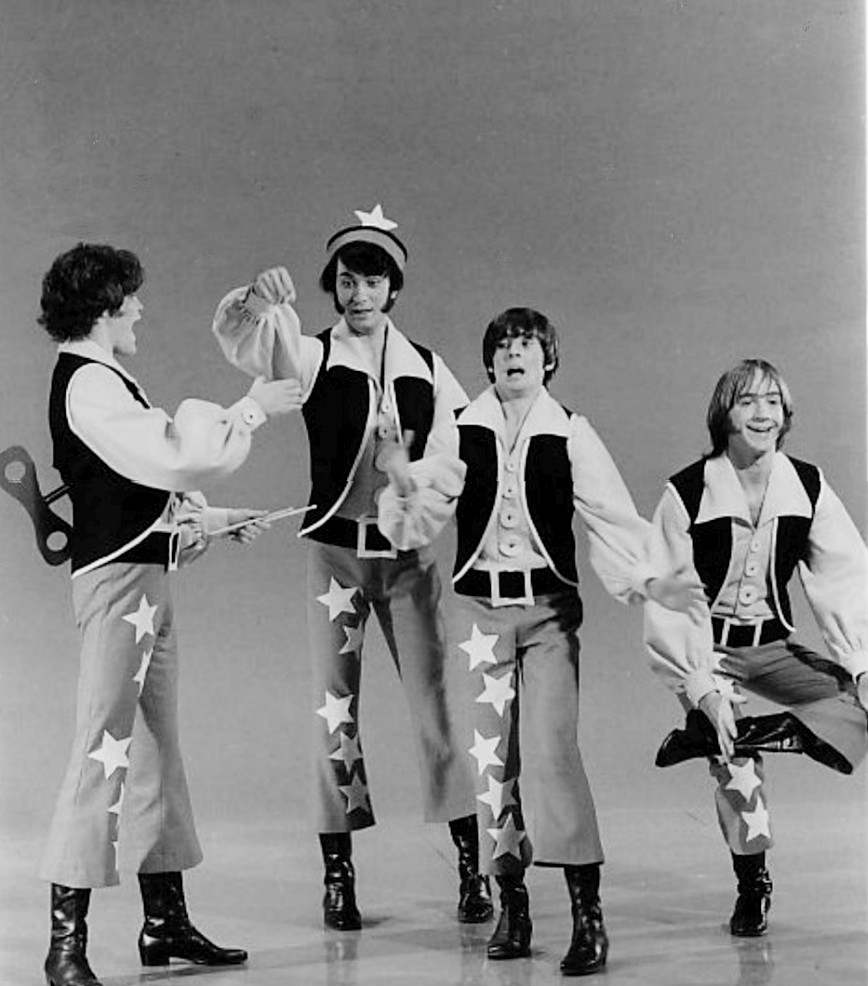
المونكيز 1969.

وبفضل جهودهم المبدئية، خططت كولومبيا (لاعتراضات كيرشنر) على إرسال المونكيز للمشاركة في حفلات موسيقية مباشرة. خلق النجاح الضخم لهذه السلسلة ضغوطا مكثفة عن أدوارهم الرئيسة. ضد الرغبات المبدئية للمنتجين، خرجت المجموعة على الطريق وقدموا عروضهم المباشرة الأولى في ديسمبر 1966 في هاواي.
 لم يكن لديهم وقت للتدرب على أداء مباشر ما عدا بين الجلسات. عملوا على المسلسل التلفزيوني طوال اليوم، وسجلوا في الاستوديو ليلا وناموا قليلا جدا. امتلئت عطلات نهاية الأسبوع عادة بمظاهر خاصة أو تصوير تسلسلات خاصة. تم استخدام هذه العروض في بعض الأحيان خلال السلسلة الفعلية. مثل حلقة "الكثير من الفتيات (فيرن وديفي)" تم عرض نسخة مباشرة من آم نوت يور ستبين ستون ‏ "(I'm Not Your) Steppin' Stone" تم أدائها مع تصوير المشهد. تم تصوير حلقة واحدة كاملة تضم موسيقى مباشرة. تم تصوير العرض الأخير لموسم العرض الأول "مونكيز في جولة" في فيلم وثائقي عن طريق تصوير حفل موسيقي في فينيكس أريزونا، في 21 يناير 1967. كتب بوب رافيلسون وأخرج الحلقة. 
 في أقراص التعليقات على أقراص DVD المضمنة في إصدار الموسم الأول، اعترف نسميث بأن تورك كان أفضل في العزف على الإيتار من البيس. في تعليق تورك ذكر أن جونز كان عازف طبول جيد، وكان يعتمد على عروض الأداء المباشرة لكي يستطيع الأداء، كان يجب أن يكون تورك على الإيتار، نسميث على البيس وجونز على الطبول، مع دولنز في الدور الأمامي. قام الأربعة بأداء جميع الأدوات والأغاني لمعظم المجموعة المباشرة. قام المونكيز بجولة في أستراليا واليابان في عام 1968. وكانت النتائج أفضل بكثير مما كان متوقعًا. أينما ذهبوا، استقبلوا مجموعة من المشجعين كما هو الحال في البيتلمينيا (هوس البيتلز) مما أعطاهم الثقة المتزايدة في كفاحهم من أجل السيطرة على المواد الموسيقية المختارة لهذه السلسلة.

## تسلط كيرشنر

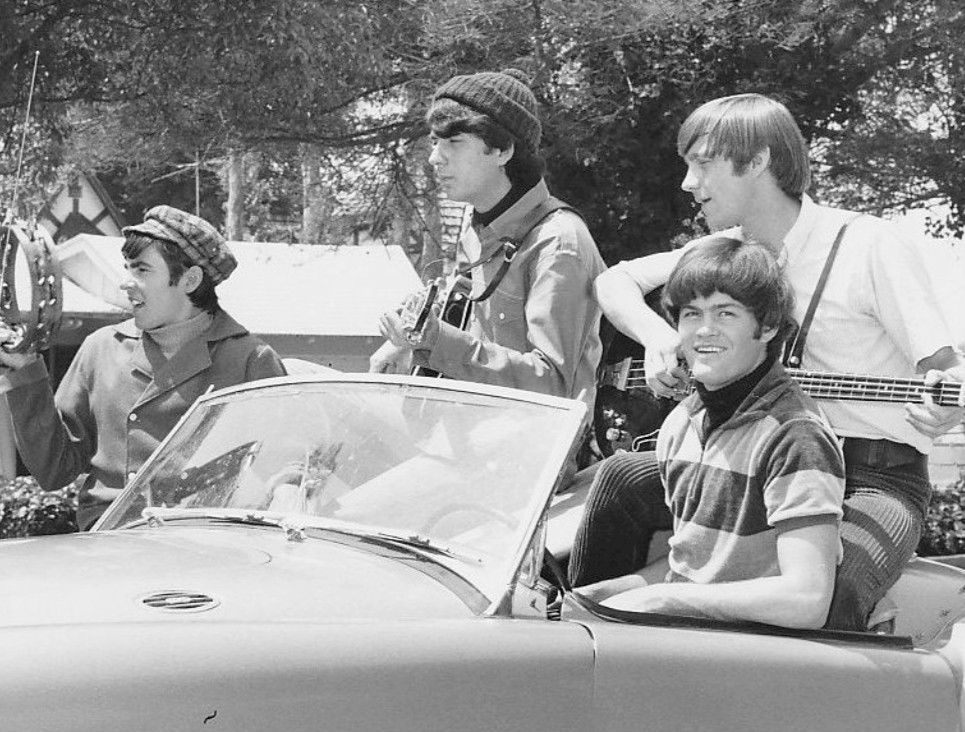
المونكيز 1967.

بحسب ما ورد غضب كيرشنر من عصيان الفرقة أوامره الغير مبررة، خاصة عندما شعر بأن لديهم «موهبة محدودة» مقارنة بالنجوم الآخرين مثل جون لينون وبول مكارتني. وصرح في نسخة رينو 2006 على السي دي انه أعاد إصدار ألبوم المزيد من المونكيز "More Of The Monkees"، قال كيرشنر «(سيطرت على المجموعة) لأن لديّ عقد ... طردتهم من الاستوديو لأن لدي عرض تلفزيوني أقوم به واضطررت إلى وضع الأغاني فيه، وبالنسبة لي لقد كان عملًا تجاريًا واضطررت إلى إستبعاد الأغاني». أدت هذه التجربة مباشرة إلى مشروع كيرشنر لاحقًا وهو الآرتشيز، التي كانت عبارة عن مسلسل رسوم متحركة، حيث كان «نجومها» موجودون فقط في أوراق السيلولويد، مع الموسيقى التي تم تأديتها من الموسيقيون في الاستوديو، كان من الواضح أنه لا يمكن الإستيلاء على السيطرة الإبداعية في السجلات الصادرة تحت اسمهم .  
عقدتسكرين جيمز حقوق النشر، مع عرض المونكيز لأول مرة من العديد من الأغاني الجديدة . نظرًا لوفرة المواد، تم تسجيل العديد من المسارات ولكن لم يتم إطلاقها . وفي أواخر الثمانينيات . كان هناك شائعات بأن المونكيز قد عرضت عليهم أغنية سكر، سكر "Sugar, Sugar" في عام 1967، لكنهم رفضوا تسجيلها . وقد نفى منتج ومؤلف الأغنية جيف باري، الكاتب والمؤلف الموسيقي لـ«سكر، سكر» مع آندي كيم، ذلك قائلا إن الأغنية لم تكتب حتى في ذلك الوقت.

## ما وراء التلفاز
خلال تصوير الموسم الثاني، سئمت الفرقة من النصوص التي اعتبرتها رتيبة وقديمة. وقد نجحوا بالفعل في القضاء على مسار الضحك (وهو معيار قياسي في المسلسلات الأمريكية)، أحتوى جزء كبير من حلقات الموسم الثاني من حذف مسار الضحك. اقترحوا تبديل شكل المسلسل ليصبح أشبه بعرض متنوع، مع ضيوف موسيقيين وعروض حية. تم تحقيق هذه الرغبة جزئيًا في بعض حلقات الموسم الثاني، مع نجوم مثل الموسيقيين فرانك زابا،تيم باكلي وتشارلي سمالز (مؤلفذا ويز ‏) في العرض. ومع ذلك، لم تكن هيئة الإذاعة الوطنية مهتمة بالقضاء على الصيغة الحالية، وكان لدى المجموعة (باستثناء بيتر) رغبة ضئيلة في مواصلة الموسم الثالث. وقال تورك في تعليق دي في دي أن الجميع قد طوروا شخصيات صعبة من هذا القبيل حتى أن كبار النجوم المدعوين كضيوف في العرض سيغادرون التجربة «وسيكرهون الجميع». 

### أول وآخر فيلم
بعد إلغاء مسلسل المونكيز في فبراير 1968، قام رافيلسون بإخراج المونكيز الأربعة في فيلم روائي طويل باسم رأس "Head". كان بيرت شنايدر منتجًا تنفيذيًا، وقد شارك في كتابة المشروع وشارك في إنتاجه بوب رافيلسون مع جاك نيكلسون.  
شارك في الفيلم العديد من النجوم أبرزهم سوني ليستون وفرانك زابا وراي نيتشكه وغيرهم. تم تصوير الفيلم في استوديوهات كولومبيا بيكتشرز وسكرين جيمز. تم تصويره في عدة منطاق في كاليفورنيا ويوتا والباهاماس في فترة بين 19 فبراير و17 مايو 1968 غرض لأول مره في نيويورك في 6 نوفمبر.
 لم يكن الفيلم نجاحًا تجاريًا، ويرجع ذلك جزئيًا إلى أنه كان نقيضًا لبرنامج المونكيز التلفزيوني، الذي يهدف إلى تدمير الصورة العامة للجمهور بعناية. في تعليق دي في دي، قال نسميث أنه بحلول هذا الوقت، كان كل من يرتبط مع المونكيز «يفقد صوابه». كانوا يستخدمون منصة المونكيز لدفع أهداف حياتهم المهنية المتباينة، على حساب مشروع المونكيز. في الواقع، قال نسميث، «رأس» كان جهد رافيلسون ونيكلسون المتعمد «لقتل» المونكيز، بحيث أنهم لن يزعجوا بعد الآن بالموضوع. في الواقع، قطع رافيلسون وشنايدر كل صلتهم مع الفرقة وسط المرارة التي أعقبت الفشل التجاري لفيلم رأس. في ذلك الوقت، قال رافيلسون للصحافة: «لقد اخترقت هؤلاء الأربعة بعناية وخاصة جدًا، بينما هم اعتقدوا في نفس الوقت أنهم لا يملكون أي موهبة على الإطلاق». 
على مدار السنوات، طور فيلم رأس طائفة تالية لأسلوبه المبتكر والفكاهة الفوضوية. يستشهد أعضاء من المونكيز، نسميث على وجه الخصوص، ألبوم الموسيقى التصويرية كأحد الإنجازات المتتالية للفرقة. 

### استقالة تورك
كانت التوترات داخل المجموعة تتزايد. استقال بيتر تورك، مستشهدًا بالإرهاق، عن طريق شراء السنوات الأربع الأخيرة من عقده مع المونكيز بمبلغ 150,000 دولار في السنة، أي ما يعادل مليون دولار سنويًا اليوم. هذا بعد وقت قصير من جولة الشرق للفرقة في ديسمبر عام 1968، بعد الانتهاء من العمل على البرنامج التلفزيوني الخاص بهم في عام 1969.

### استقالة نسميث
في 14 أبريل 1970، انضم نسميث إلى دولنز وجونز للمرة الأخيرة كجزء من التجسيد الأصلي للمونكز لتصوير إعلان كولايد (مع كرات نيرف كعلامة مميزة لملصقات الشركة المصنعة)، مع ترك نسميث المجموعة لمواصلة تسجيل الأغاني مع فرقته الخاصة من موسيقى الروك التي أطلق عليها اسم مايكل نسميث والفرقة الوطنية الأولى ‏، والتي بدأ تسجيل أغانيها في 10 فبراير 1970. الألبوم الأول مع فرقته الموسيقية كان يسمى مغناطيس الجنوب ‏، وفي الوقت الذي غادر فيه المونكيز في أبريل، كان يسجل أغانيه لألبومه الثاني مع فرقته الخاصة تسمىبلاس سالوت ‏. 
 ترك هذا دولنز وجونز لتسجيل ألبوم البوب تشينجيز "Changes" كالألبوم التاسع والأخير من قبل المونكيز. وبحلول هذا الوقت، لم يكن كولجيمز يبذل أي جهد في هذا المشروع، وأرسلوا دولنز وجونز إلى نيويورك للمشاركة في جلسات الألبوم، التي أنتجها جيف باري. باستثناء الأداء الصوتي للمغنيين، فإن الألبوم هو الألبوم الوحيد الذي فشل في الفوز بأي تكريم كبير من النقاد في إخراج أغنية المونكيز. 
أصدر جونز ألبومًا منفردًا في عام 1971 بعنوان دايفي جونز. أصدر كل من جونزو دولنز العديد من الأغاني الفردية كفنانون منفردون في السنوات التي تلت الانفصال الأصلي للفرقة. رغم ذلك فقد استمر الثنائي في القيام بجولات في معظم فترة السبعينيات.

## العودة

### هوس المونكيز
وقد واجه المونكيز أعمال إعادة التأهيل النقدي والتجاري بعد عقدين من الزمن، بعد أن اجتذبهم النقاد في أوج مجدهم أثناء تصنيعهم وافتقارهم إلى الموهبة. تم بث ماراثون المونكيز التلفزيوني («بليزانت فالي صنداي») في 23 فبراير 1986، على قناةإم تي في التي كانت تبلغ من العمر خمس سنوات آنذاك. في شهري فبراير ومارس، أدى كل من تورك وجونز معًا في أستراليا. ثم في شهر مايو، أعلن كل من دولنز وجونز وتورك عن «جولة الذكرى السنوية العشرين» التي أنتجها دايفيد فيشوف ‏ وبدأوا في الأداء في أمريكا الشمالية في يونيو. بدأت ألبوماتهم الأصلية في البيع مرة أخرى عندما بدأت قناة نيكولوديون في عرض مسلسلهم القديم بشكل يومي. كما ساعدت حملة إم تي في في إحياء نسخة أصغر من المونيكمينيا، وزادت مواعيد الجولات من أماكن أصغر إلى أكبر، وأصبحت واحدة من أكبر الأعمال المباشرة لعامي 1986 و1987.
 في الوقت الحالي، كان نسميث قد قبل للم الشمل، لكنه اضطر إلى الجلوس في معظم المشاريع بسبب التزامات سابقة لشركة إنتاج أفلام الفيديو. ومع ذلك، فقد ظهر مع الفرقة في فيديو موسيقي في عيد الميلاد عام 1986 لـإم تي في، وظهر على خشبة المسرح مع
دولنز وجونز وتورك في المسرح اليوناني في لوس أنجلوس في 7 سبتمبر 1986. في سبتمبر 1988، انضم مرة أخرى للأداء في أستراليا مرة أخرى، وأوروبا ومن ثم أمريكا الشمالية، مع سلسلة من الجولات التي انتهت في سبتمبر 1989. شاركت في حفل تكريمي في ممر الشهرة في هوليوود، عندما تلقى برنامج المونكيز التلفزيوني نجمة تلفزيونية في عام 1989.
ساعد الإحياء المفاجئ للمونكيز في عام 1986 على نقل أول أغنية المونكيز رسمية منذ عام 1971، "Then & Now"، إلى المركز رقم 20 في مجلة بيلبورد
كانت جولات جمع شمل الثمانينيات هي أكثر المشاريع ربحًا التي شهدها الثلاثة في أيامهم، وهو ما يفوق بكثير الأموال التي حصلوا عليها في الستينيات. كان نسميث بحاجة مالية قليلة للانضمام إلى المشاريع ذات الصلة بالفرقة، في معظمها كما كانت والدتهبيت نسيمث غراهام مخترعة (سائل التصحيح) ليكود الورق ‏ قد تركت أكثر من 25 مليون دولار عند وفاتها في عام 1980.

### تجمعات التسعينيات
في التسعينيات، واصل الفريق تسجيل الأغاني الجديدة. في عام 1993، عمل دولنز وجونز معًا في إعلان تلفزيوني، وتم إطلاق جولة أخرى لم شملهم مع اثنين منهم في عام 1994. تسجيلات رينو (التي في أغسطس 1994 حصلت على كتالوج المونكيز الكامل للصوت والفيديو، بالإضافة إلى حقوق قام كل من اسم المونكيز وشعاره الرسمي، بموجب اتفاقية مع رافيلسون وشنايدر) بإعادة إصدار جميع أسطوانات الفاينل الأصلية على سي دي، وكل منها يتضمن ما بين ثلاثة وستة مسارات إضافية لم يسبق طرحها أو استبدالها. 
 اجتمع الثلاثي دولنز وجونز وتورك مجددًا في جولة ناجحة في الذكرى الثلاثين في عام 1996، بينما انضم نسميث إليهم على خشبة المسرح في لوس أنجلوس للترويج للأغاني الجديدة. للمرة الأولى منذ لم الشمل القصير عام 1986، عاد نسميث إلى مسرح الحفل للقيام بجولة في المملكة المتحدة في عام 1997، أبرزها حفلتين في لندن و ويمبلي أرينا.  
كان خروج نسميث من الجولة قاسيًا. ونقلت صحيفة لوس أنجليس تايمز عن جونز قوله إنه يشكو من أن نسميث  «صنع ألبومًا جديدًا معنا. قام بجولة في بريطانيا العظمى معنا. فجأةً، إنه ليس هنا. وفي وقت لاحق، سمعت شائعات بأنه يكتب سيناريو لفيلمنا التالي، حقا؟ هذه أخبار دموية بالنسبة لي، لقد كان دائما هذا الشخص المتحفظ، الذي لا يمكن الوصول إليه ... الجزء الرابع من أحجية الصور المقطوعة التي لا تتلاءم أبدًا».

### لم شمل بداية الألفية
قام تورك وجونز ودولنز بجولة في الولايات المتحدة في عام 1997، وبعد ذلك أخذت المجموعة فجوة أخرى حتى عام 2001 عندما عادوا مرة أخرى إلى جولة في الولايات المتحدة. ومع ذلك. وكان دولنز وجونز قد أعلنا أنهما «أطلقا» «تورك» بسبب شكاؤه المستمر والتهديد بالاستقالة. ونقل عن تورك قوله إنه بالإضافة إلى حقيقة أنه أراد أن يقوم بجولة مع فريقه الخاص، «حذاء سويدي بلوز». قال تورك إنه قد سئم من الإفراط في شرب الكحول.
 ذهب جونز ودولنز للقيام بجولة في المملكة المتحدة في عام 2002، ولكن رفض تورك المشاركة. قام كل من جونز ودولنز بجولة في الولايات المتحدة مرة أخرى كثنائي في عام 2002، ثم انقسموا للتركيز على مشاريعهم الفردية. مع اختلاف آراء المونكيز عن أسباب مختلفة، اختارت المجموعة عدم الاحتفال بالذكرى السنوية الأربعين في عام 2006. 

### ملتقيات 2010 - 2011
في أكتوبر 2010، صرّح جونز بأن إعادة توحيد الذكرى السنوية الـ45 للفرقة كان احتمالًا. وعلق كاتب سيرة حياة المونكيز أندرو ساندوفال في هوليود ريبورتر بأنه «قضى ثلاث سنوات يقنعهم للنظر إلى أبعد من خلافاتهم الأخيرة (التي تضمنت وضع المشاريع الفردية جانبا للالتزام الكامل بالمونكيز)».

### وفاة جونز وعودة نسميث
كانت جولة الذكرى السنوية الـ 45 هي الأخيرة مع جونز، الذي توفي بسبب نوبة قلبية في سن 66 بسبب تصلب الشرايين في 29 فبراير 2012. وبعد ذلك بوقت قصير، بدأت الشائعات حول أن نسميث سوف يتحد مع دولنز وتورك بعد وفاة جونز. تم تأكيد ذلك في 8 أغسطس 2012، عندما أعلن الثلاثي الباقين عن سلسلة من العروض الأمريكية لشهر نوفمبر وديسمبر، حيث بدأت في إسكونديدو كاليفورنيا واختتمت في مدينة نيويورك. كانت الجولة القصيرة هي المرة الأولى التي يؤدي فيها نسميث أعماله مع المونكيز منذ عام 1997، وكذلك الأول بدون جونز. تم تكريم ذكرى جونز طوال العرض من خلال التسجيلات والفيديو. خلال إحدى المراحل، سارت الفرقة بهدوء، وسجلت أغنية لـ«أريد أن أكون حرًا» "I wanna Be Free" من مسلسل «جونز»، بينما كانت لقطات جونز تعرض في الشاشة خلف الفرقة. بالنسبة لأغنية جونزمؤمن بأحلام اليقظة "Daydream Believer"، قال دولنز إن الفرقة ناقشت من ينبغي أن يغني الأغنية واستنتجتوا أنه ينبغي أن يكون من المعجبين، قائلًا «إنها لا تخصنا بعد الآن. إنه ملكًا لكم».
حظيت جولة خريف 2012 باستقبال جيد من قبل كل من المعجبين والمنتقدين، مما أدى إلى قيام الفرقة بجدولة رحلة صيفية لمدة 24 عامًا لعام 2013. كما أن الحفلات الموسيقية التي أُطلق عليها اسم «ليلة منتصف الصيف مع المونكيز»، تضم أيضًا نسميث، ودولنز، وتورك. وقال دولنز لمجلة رولينج ستون «كان ردة الفعل على الجولة الأخيرة إيجابية».
في عام 2014، تم إضافة المونكيز في قاعة مشاهير موسيقى البوب في اتفاقية المونكيز 2014. في المؤتمر أعلنت الفرقة عن جولة في 2014 في شرق ووسط غرب الولايات المتحدة.

### الذكرى السنوية الخمسين والألبوم الجديد
قام دولنز وتورك بجولة مع المونكيز في عام 2015 دون مشاركة نسميث. ذكر نسميث أنه كان مشغولًا بمشاريع أخرى، على الرغم من أن دولنز قال «إنه دائما مدعو». في فبراير 2016، أعلنت شركة دولنز أن المونكيز سيصدر ألبومًا جديدًا بعنوان !Good Times, وذلك احتفالًا بالذكرى السنوية الخمسين لتأسيس الفرقة. تم إصدار الألبوم في مايو 2016 وحقق نجاحًا كبيرًا، حيث وصل إلى رقم 14 على بيلبورد 200.

### ألبوم حفلة عيد الميلاد ووفاة بيتر تورك (2018-2019)
تم تعيين المونكيز لتحرير ألبوم عيد الميلاد، حفلة عيد الميلاد ‏ "Christmas Party"، في 12 أكتوبر 2018. أنتجها آدم شليزنجر ‏ والمؤلف مايكل تشابون. بالإضافة إلى المواد المسجلة حديثًا من الفرقة الثلاثة الباقين، تتميز أغنيتان بغناء من الراحل دايفي جونز. تم تصميم الغلاف من قبل الفنانين الهزليين مايك ولورا ألريد ‏.
توفي بيتر تورك من السرطان في 21 فبراير 2019 بعد عيد ميلاده الـ77 بأسبوع.

### لقاء البيتلز
قال منتقدو المونكيز أنهم كانوا فرقة مصنوعين للتلفاز ومقلدة لفرقة البيتلز. ومع ذلك، فإن أعضاء فرقة البيتلز أنفسهم أخذوهم بنفس مستواهم، بل واستضافوا حفلة للمونكيز عندما زاروا إنجلترا. حدثت الحفلة أثناء الوقت عندما كان البيتلز يسجلونألبوم الرقيب الفلفل على هذا النحو، ألهمت الحفلة خط نغمة المونكيز راندي سكاوس قيت ‏ "Randy Scouse Git"، الذي كتبه دولنز، والذي قرأ، «إن أربعة ملوك لإيمي يجلسون بفخامة على الأرض». وقد أعتمدها لكلمات الأغنية.
أشاد جورج هاريسون بمحاولاتهم الموسيقية الذاتية، قائلًا: «من الواضح ما الذي يحدث، هناك موهبة. إنهم يقومون ببرنامج تلفزيوني، إنه عمل رتيب صعب ولن أكون في مكانهم أمام العالم. عندما يحصلون على كل شيء يتم تسويته، قد يتضح أنهم الأفضل.» قام بيتر تورك بالمشاركة في ألبوم وندروول بالعزف على البانجو الخاصةلبول مكارتي.

حضر نسميث تسجيل فرقة البيتلز خلال أدائهم لأغنية يوم في الحياة "A Day in the Life" في استديوهات آبي روود لفريق البيتلز، بما في ذلك يظهر مشهد واحد يتحدث فيه مع جون لينون. خلال المحادثة، ورد أن نسميث سأل لينون «هل تعتقد أننا تقليد رخيص للبيتلز في أفلامكم وأغانيكم؟» رد عليه لينون بالتأكيد، «أعتقد أنكم أعظم موهبة فكاهية منذ الإخوة ماركس. لم أفوت أحد حلقاتكم أبدًا.» كتب نسميث عن هذا اللقاء على فيسبوك: 
 عندما كانت فرقة البيتلز تقوم بتسجيل ألبوم الرقيب الفلفل . قضيت أنا وفيليس بضعة أيام مع جون وزوجتهسينثيا لينون ‏ في منزلهما، وواحدة في الاستوديو مع الأطفال. وهنا تأتي صورتي أنا وجون في فيديو أغنية «يوم في الحياة». في اللحظة التي كنت أملك فيها المال الكافي، انتقلت إلى لندن وبحثت عن جون
خلال الستينيات بدا لي أن لندن كانت مركز العالم وكان فريق البيتلز مركزًا في لندن وكانت جلسة ألبوم الرقيب الفلفل مركزًا لفريق البيتلز. لقد كان وقتًا غير عاديًا، كما اعتقدت، وأردت الاقتراب قدر المستطاع إلى قلبه. ولكن مثل الإعصار لم يكن المركز عاصفا أو صاخبا. لقد كان أمرًا مثيرًا، لكنه كان هادئًا، وإلى حد ما كان أمرًا مسالمًا. تعمقت ثقة الفن في الغلاف الجوي. كان هادئًا وممتعًا حقًا. ثم اكتشفت السبب في ذلك. خلال تلك الفترة في واحدة من محادثاتنا الأطول والأكثر تأملًا، أدركت أن جون لم يكن على علم بفرقة البيتلز. بالطبع لا يمكن أن يكون. كان جاهلًا في هذا الصدد. لم يرها أو يختبرها. في مفارقة الشهرة الغريبة، لا أحد من فرقة البيتلز رأى فرقة البيتلز بالطريقة التي فعلناها. بالتأكيد ليس بالطريقة التي فعلتها أنا أحبهم أكثر من قدرتي على التعبير عن ذلك. مع مرور السنين، التقيت المزيد والمزيد من الأشخاص الاستثنائيين الذين كانوا يجلسون في وسط إعصارهم الخاص، ورأيت أنهم جميعًا يشاطرونهم هذا الشعور نفسه. لا أحد منهم يمكن أن يعرف فعلا قوة عمله الخاصة.

كان دولنز أيضا في الاستوديو خلال جلسة الرقيب الفلفل. التي ذكرها أثناء بثه للراديودبليو سب بي إس-إف إم ‏ في نيويورك (أجرى مقابلة مع رينغو ستار في برنامجه). 
خلال سبعينيات القرن الماضي، أثناء «نهاية الأسبوع الضائعة» كان لينون، رينغو ستار، ميكي دولنز، وهاري نيلسون وكيث مون يتزاحمون في كثير من الأحيان، وكانوا معروفين بشكل جماعي في الصحافة باسم "مصاصي دماء هوليود" ‏.
يمكن مشاهدة فيلم بول مكارتني في فيلم الحفل لعام 2002 بعنوان العودة في الولايات المتحدة ‏ "Back in the U.S". حيث يغني شارة بداية مسلسل المونكيز التلفزيوني خلف الكواليس.
كتب المونكيز كودلي توي "Cuddly Toy"  وداديز سونغ "Daddy's Song" من قبل المؤلف هاري نيلسون. تم تسجيل أغنية كودلي توي قبل عدة أشهر من ظهور نيلسون لأول مرة في أكتوبر 1967. في المؤتمر الصحفي الذي أعلن عن تشكيل شركة آبل، سمي فريق البيتلز نيلسون مغنيهم الأمريكي المفضل وكجماعتهم الأمريكية المفضلة. قام دريك تايلور، مسؤول الصحافة في فرقة البيتلز، بتعريفهم على موسيقى نيلسون.
في عام 1995، انضم رينغو ستار إلى دايفي وبيتر وميكي لتصوير إعلان بيتزا هت.
كان جوليان لينون من المعجبين، وقال في وقت وفاة دايفي جونز ، «لقد قمت ببعض العمل الرائع!»

### الصالة الفخرية للروك آند رول
في يونيو 2007، اشتكى تورك إلى صحيفةنيويورك بوست أن جان وينر ‏ قد أعاق المونكيز من دخول الصالة الفخرية للروك آند رول في كليفلاند (أوهايو). ذكر تورك:
وينر لا يهتم بماهية القواعد ويعمل فقط بالطريقة التي يراها مناسبة. إنها إساءة استخدام للسلطة. لا أعرف ما إذا كان المونكيز ينتمون إلى صالة المشاهير، ولكن من الواضح أننا لسنا هناك بسبب نزوة شخصية. يبدو أن جان أخذ الأمر بشكل أصعب من أي شخص آخر، والآن بعد مرور 40 عامًا، يقول الجميع: "ما هي الصفقة الكبيرة؟ الجميع يفعل ذلك. (يستخدمون الفنانين في الاستوديو أو الفرق الموسيقية.) لا أحد يهتم الآن باستثناءه. وهو يرى أن حكمه الأخلاقي في عامي 1967 و1968 يفترض أن تخدم في عام 2007
في منشور على فيسبوك، ذكر نسميث أنه لا يعرف ما إذا كان المونكيز ينتمون إلى قاعة المشاهير لأنه يمكن أن يرى تأثير المونكيز فقط من الداخل، وذكر كذلك: "أستطيع أن أرى (صالة المشاهير) يبدو أنها تعمل كشركة، والمحرّضون موجودون هناك من خلال بعض أعمال مالكي المؤسسة، ويبدو أن المختارين يتم اختيارهم برغبة المالك، وهذا يبدو مناسبًا لي. وهذا عملهم في أي حال. لا يبدو لي أن (صالة المشاهير) تحمل تفويضًا عامًا، ولا يتم إجبارهم على الالتزام به. "
في عام 1992، تحدث ديفي جونز إلى مجلة بيبول قائلًا: «لست غنيًا مثل بعض الفنانين، لكنني أعمل بجد، وأعتقد أن الأفضل لم يأت بعد. أعلم أنني لن أصل إلى صالة مشاهير الروك أند رول، ولكن ربما هناك شيء آخر بالنسبة لي في مجال الأعمال التجارية، لقد حصلت على موهبة - مهما كانت كبيرة أو صغيرة - أعطتني العديد من الفرص، وعليّ أن أحاول استخدامها بأفضل طريقة ممكنة. الكثير من الناس يقضون أيامًا دون أن يعانقهم شخص ما أو أن يتم مصافحة أيديهم، اما أنا فأحصل على ذلك طوال الوقت».
 في عام 2015، قال ميكي دولنز: «فيما يتعلق بصالة مشاهير الروك أند رول، لم أكن أبدًا مطاردًا للجوائز أو أي شيء من هذا القبيل ؛ لم يكن ذلك أبدًا مهمًا جدًا بالنسبة لي. كنت فخور جدًا عندما ظهرت في التلفزيون كطفل، وعندما فزنا بجائزة إيمي لأفضل برنامج تلفزيوني في عام 66 أو عام 1967، كان ذلك كريشة ضخمة في قبعتي، لكني لم أطارد قط هذا النوع من الأشياء. عندما أقوم بعمل مشروع فلا أفكر،» ماذا أفعل هنا للفوز بجائزة؟«كما هو الحال في قاعة مشاهير الروك آند رول لقد كنت ممتنا للغاية أن الجماهير والناس قد دافعوا عن المونكيز. ممتن جدًا وفخور بما فعلوه. إذا كنت تعرف أي شيء عن المنظمة، وقمت بعمل خيري للمؤسسة، فإن قاعة المشاهير هو نادٍ خاص، إنه مثل نادٍ ريفي ولديهم الحق في القيام بذلك، وهذا هو حقهم. هذا هو ما أشعر به حيال الأمر». 
تجادلت العديد من المجلات والقنوات الإخبارية، مثل تايم[21][21][21] وراديو إن بي آر ومجلة قولدنماين وياهو ميوزك وإم إس إن بي سي ما إن كان المونكيز ينتمون إلى صالة مشاهير الروك آند رول.

## التأثير
قابلت شيكاغو تريبيون دايفي جونز، الذي قال: «لقد لمسنا الكثير من الموسيقيين، كما تعلمون. لا أستطيع أن أخبركم عن عدد الأشخاص الذين حضروا وقالوا: لم أكن لأكون موسيقيًا لو لم يكن للمونكيز وجود. يحيرني حتى الآن»، وأضاف جونز. "التقيت بشخص منغنز آن روزز، وقد غمره اللقاء، وكان مجاملًا للغاية". لاحظ كاتب ميديتي بول ليفنسون أن «المونكيز كان المثال الأول لشيء تم إنشاؤه في وسط مجموعة موسيقى الروك على التلفزيون التي قفزت من الشاشة ليكون لها تأثير كبير في العالم الحقيقي».
عند التعليق على وفاة جونز في 29 فبراير 2012، أشاد جيمس بونيفوزيك، منسق مجلة تايم، بالبرنامج التلفزيوني، قائلًا إنه «حتى لو لم يكن هذا المسلسل أكثر من مجرد ترفيه وصناعة أغاني ناجحة، فلا ينبغي لنا أن نتاجر بنجاح المونكيز. لقد كان التلفزيون أفضل بكثير مما كان يجب أن يكون عليه ؛ ففي عهد من المسلسلات الكوميدية التقليدية والمسلسلات الكوميدية الغريبة، كان عرضًا طموحًا من حيث الأسلوب، مع أسلوب بصري مميز، وحس الفكاهة السخي، وهيكل القصة غير المعتاد. كان من المفترض أن يكونوا هم الفنانين، وأصبحوا فنانين مبدعين في حد ذاته، وكان وجود البوب البريطاني من إنتاج شركة جونز سببًا كبيرًا في تمكنهم من إنتاج أعمال كانت تجارية ومفيدة ومثيرة للإعجاب بشكل غير طبيعي».
تم تقليد أسلوب ومضمون المونكيز من قبل فرقة شباب أمريكية (بيج تايم روش ‏)، التي عرضت في مسلسلهم التلفزيوني الخاص، والذي تأثر بشكل كبير من قبل المونكيز، من خلال قبول منشئ سلسلة سكوت فيلوس. وعلى غرار المونكيز، ظهرت فرقة بيج تايم روش كفرقة فتيان "صنعت من أجل التلفزيون" غالبًا ما تقع في سلسلة من المغامرات والكوميديا. هذا العرض، الذي يعاد إطلاقه الآن، ولكنه لا يزال يحظى بشعبية كبيرة في قناة تيين نيك ‏، يتميز بأسلوب منمق ومنسق للغاية بعد المونكيز، حتى مع آثار صوتية كرتونية مماثلة. وكما هو الحال مع مسلسل المونكيز، شهدت بي تي آر أيضًا نجاحًا نقديًا وتجاريًا في أمريكا والعالم من خلال الألبوم والمفردات والتقديرات التلفزيونية العالية في جميع أنحاء العالم ".

### في الثقافة الشعبية
مجموعة كريتريشن التي تحظى باحترام كبير، والتي كان هدفها المعلن هو إصدار «سلسلة مستمرة من الأفلام الكلاسيكية والمعاصرة الهامة ، وتم تكريسها لجمع أكبر الأفلام من جميع أنحاء العالم ونشرها في الإصدارات التي تقدم أعلى جودة تقنية وجائزة» المكافآت الأصلية الحائزة على الجوائز" اعترفت بفيلم المونكيز رأس بأنها تفي بمعاييرها عندما استعدت بالكامل وأصدرتها على أقراص دي في دي وبلو راي في عام 2010. وذكروا أن فيلم رأس كان "الفيلم الذي سبق عصره« و» يمكن القول انه أكثر الفيلم خيال نفسي أصلي صنع في الستينيات بهوليوود"، فيلم رأس تفادى النجاح التجاري على صدوره ولكن منذ ذلك الحين تم استصلاحها باعتبارها واحدة من العناصر الطائفية في عصرها".
 في الكتاب "Hey, Hey We're The Monkees"، يشرح رافيلسون ، «استكشفت تقنيات في الفيلم لم يتم استخدامها من قبل. القفزة الأولى لميكي تحت الماء هي مثال مثالي. الآن يمكنك رؤيتها على إم تي في طوال الوقت ، ولكن تم اختراعه للفيلم ... لم يكن قد تم استخدامه في الأفلام من قبل. ... عندما تم عرضه في فرنسا ، أشاد رئيس السينماتك بشكل كبير بالفيلم باعتباره تحفة سينمائية ، ومنذ ذلك الوقت بدأ هذا الفيلم في اكتساب سمعة تحت الأرض». 

## ديسكو غرافيا
- The Monkees  [لغات أخرى]‏ (1966)
- More of The Monkees (1967)
- Headquarters (1967)
- Pisces, Aquarius, Capricorn & Jones Ltd. (1967)
- The Birds, The Bees & the Monkees (1968)
- Head (1968)
- Instant Replay  [لغات أخرى]‏ (1969)
- The Monkees Present (1969)
- Changes (1970)
- Pool It! (1987)
- Justus (1996)
- Good Times! (2016)
- Christmas Party  [لغات أخرى]‏ (2018)

## الجولات
- جولة أمريكا الشمالية (1966–67)
- جولة بريطانيا (1967)
- الجولة المطلة على المحيط الهادئ (1968)
- جولة أمريكا الشمالية (1969) (دولنز، جونز، نسميث)
- الجولة العالمية للذكرى السنوية العشرين (1986) (دولنز، جونز، تورك)
- جولة ها قد جئنا مجددًا (1987–88) (دولنز، جونز، تورك)
- المونكزي على الهواء (1989) (دولنز، جونز، تورك)
- المونكيز جولة الصيف (1989) (دولنز، جونز، تورك)
- جولة الذكرى السنوية الثلاثين (1996) (دولنز، جونز، تورك)
- جولة فقط نحن (1997)
- جولة أمريكا الشمالية (1997) (دولنز، جونز، تورك)
- جولة الولايات المتحدة (2001) (دولنز، جونز، تورك; انسحاب تورك من الجولة)
- جولة عودة المونكيمينيا (2001–2002) (دولنز، جونز)
- أمسية مع المونكيز جولة الذكرى السنوية الـ45 (2011) (دولنز، جونز، تورك)
- أمسية مع المونكيز (خريف 2012) (دولنز، نسميث، توؤك)[34]
- ليلة منتصف الصيف مع المونكيز (صيف 2013) (دولنز، نسميث، توؤك)
- حفل مباشر مع المونكيز (ربيع 2014) (دولنز، نسميث، توؤك)
- أمسية مع المونكيز (2015) (دولنز، تورك)
- جولة الذكرى السنوية الخمسين (2016) (دولنز، تزرك مع مجموعة مختارة مع طهور نسميث)

## القصص المصورة
كان هناك أيضًا قصص مصورة للمونكيز الذي تم نشرهامن قبل شركة ديل كوميكس ‏ في الولايات المتحدة ، والتي أصدرا سبعة عشر إصدارًا من عام 1967 إلى عام 1969. وفي المملكة المتحدة ، ظهر كتاب «كرايزي كرتون بوك» لصحيفة ديلي ميرور لأربع قصص مصورة بالإضافة إلى أربع صور المونكيز، كلها بالأسود والأبيض ؛ تم نشره في عام 1967.

## السيرة الذاتية
في عام 2000، أنتجت في إتش 1 السينمائية التلفزيونية سيرة ذاتية تدعى «مؤمنين بأحلام اليقظة: قصة المونكيز» Daydream Believers: The Monkees' Story. في عام 2002، تم إصدار الفيلم على دي في دي ، وظهر كل من التعليقات والمقابلات مع دولنز وجونز وتورك . اختلفت النسخة التي تم بثها عن إصدار الدي في دي حيث كان للنسخة التلفزيونية مشهد ممتد مع كل من الأربعة المونكيز بلقائهم مع فريق البيتلز ومع مقطع حفلة موسيقية قصيرة في كليفلاند . وكان متاح أيضا علىفي إتش إس. 

## الموسيقى
تم افتتاح مسرح موسيقي في المملكة المتحدة فيدار أوبرا مانشستر ‏ في يوم الجمعة 30 مارس 2012، وكان مخصصًا لدايفي جونز (حضرت عائلة جونز الافتتاح الرسمي في 3 أبريل). كان الإنتاج جوك بوكس موسيقي وبطولة ستيفن كيروان ، بين ايفانس ، توم بارسونز وأوليفر سافيل كممثلين يؤدون أدوار المونكيز (على التوالي دولنز ، جونز، نسميث ، تورك) الذين يتم تعيينهم من قبل رجل أعمال عديم الضمير للذهاب في جولة حول العالم للتظاهر كفرقة حقيقية. يتضمن العرض 18 أغنية من المونكيز بالإضافة إلى أرقام لفنانين آخرين من الستينيات. جرت في مانشستر كجزء من برنامج «مانشستر قيتس ايت فيرست» حتى 14 أبريل 2012 قبل جولتهم في المملكة المتحدة. بعد عرض مانشستر ،  ظهر العرض في مسرحجلاسجو كينغز ‏ ومسرح سندرلاند إمباير ‏.

## ببليوغرافيا
- Baker، Glenn A. (1986). Monkeemania: The True Story of the Monkees. Plexus Publishing. ISBN:0-312-00003-0.
- Baker، Glenn A. (2000) [1986]. Monkeemania: The True Story of the Monkees. Plexus Publishing. ISBN:0-85965-292-0.
- Falkenberg، Lise Lyng (2001). The Monkees - caught in a false image. Underskoven. ISBN:87-90767-31-4.
- Falkenberg، Lise Lyng (2012). The Monkees - caught in a false image. Smashwords/Amazon. ISBN:978-1-4764-2233-6.
- Gilliland، John (1969). "Revolt of the Fat Angel: Some samples of the Los Angeles sound". Pop Chronicles. Digital.library.unt.edu. مؤرشف من الأصل (audio) في 2020-03-19. {{استشهاد ويب}}: الوسيط |ref=harv غير صالح (مساعدة)
- Lefcowitz، Eric (2010). Monkee Business: The Revolutionary Made-For-TV Band. Retrofuture. ISBN:0-86719-338-7.
- Lefcowitz، Eric (1985). The Monkees Tale. Last Gasp. ISBN:0-943249-00-7.
- Lefcowitz، Eric (1989) [1985]. The Monkees Tale. Last Gasp. ISBN:0-86719-378-6.
- Bronson، Harold (1996). Hey, Hey We're the Monkees. General Publishing Group, Inc. ISBN:1-57544-012-1.
- Sandoval، Andrew (2005). The Monkees: The Day-by-Day Story of the 60s TV Pop Sensation. Thunder Bay Press. ISBN:1-59223-372-4.

## انظر ايضًا
- رأس
- قائمة حلقات المونكيز
- مونكي موبايل

## وصلات خارجية
- المونكيز على موقع IMDb (الإنجليزية)
- المونكيز على موقع الموسوعة البريطانية (الإنجليزية)
- المونكيز على موقع ميوزك برينز (الإنجليزية)
- المونكيز على موقع رولينغ ستون (الإنجليزية)
- المونكيز على موقع أول ميوزيك (الإنجليزية)
- المونكيز على موقع ديسكوغز (الإنجليزية)

- Official websiteالموقع الرسمي
- Mike Nesmith Interview - Rocker Magazine 2013
- Peter Tork Interview NAMM Oral History Library (2009)
- FBI Records: The Vault - The Monkees at vault.fbi.gov